# 田中穂積 (作曲家)

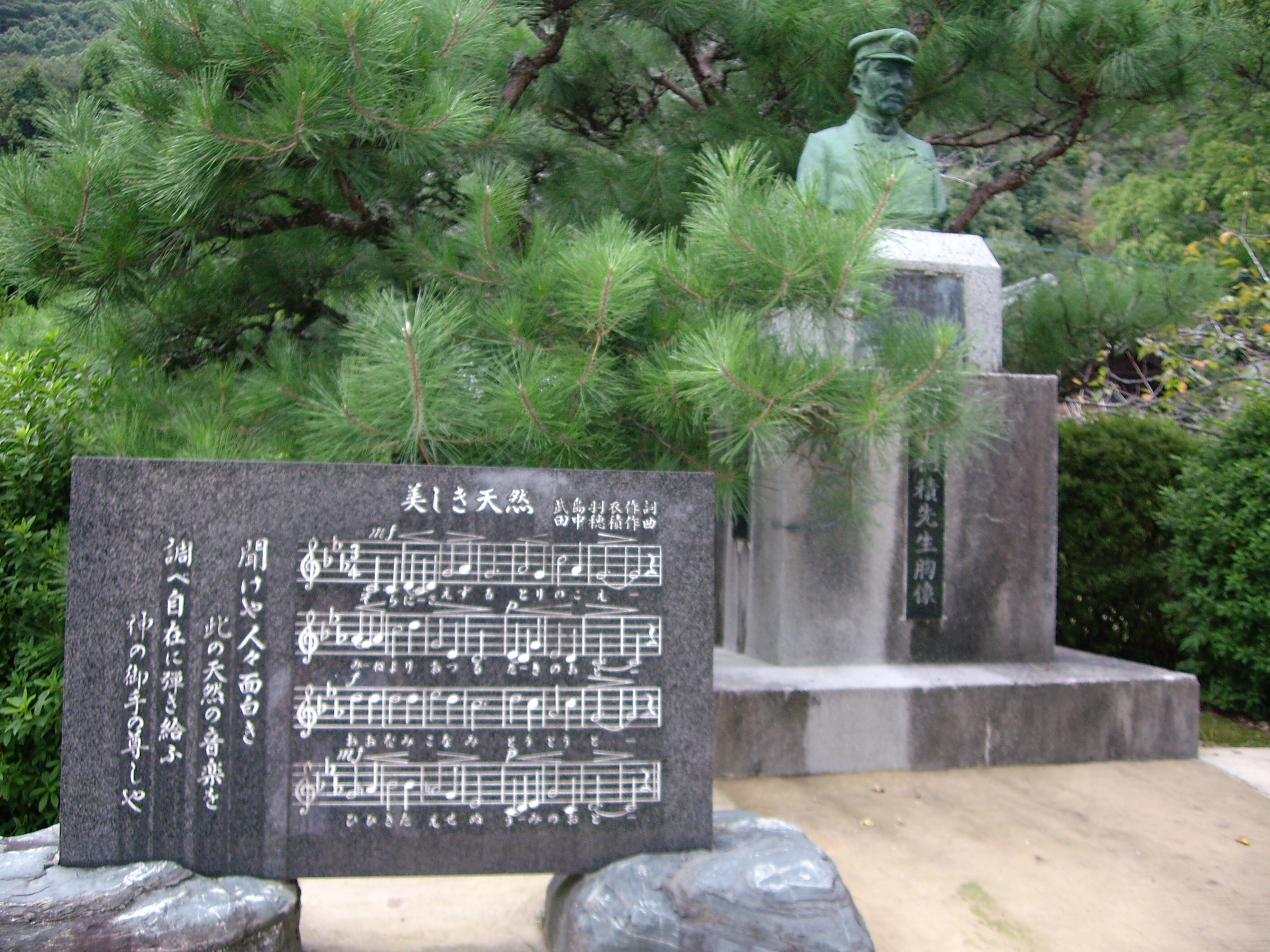
吉香公園（山口県岩国市）内に胸像と『美しき天然』歌碑

田中 穂積（たなか ほづみ、1855年12月22日（安政2年 旧暦11月14日） - 1904年（明治37年）12月31日）は、現在の山口県岩国市出身の作曲家、海軍軍人。

## 略歴
- 1855年（安政2年）- 吉川藩（現在の山口県岩国市）藩士田中判右衛門の次男として誕生。
- 1867年（慶応3年）- 岩国藩日新隊に入隊し、鼓手を務める。
- 1873年（明治6年）- 志願して海兵隊に入隊、五等鼓手を命ぜられ、軍楽隊に配属される。
- 1890年（明治23年）- 海軍軍楽師（准士官）に任命される。
- 1895年（明治28年）- 勲八等受勲、瑞宝章受章。大本営付きとなり、明治天皇の側近で奉仕。
- 1899年（明治32年）- 佐世保鎮守府に第三代軍楽長として赴任。
- 1902年（明治35年）- 私立佐世保女学校で音楽を教授。音楽教材として代表作「美しき天然」を作曲。
- 1904年（明治37年）- 長崎県佐世保市にて心臓麻痺で死去（享年49）。同市東山町の海軍墓地（現在の東公園、通称:東山公園）に眠る。

## 代表作
代表作である『美しき天然』（1902年（明治35年））は日本初のワルツとされている。大正、昭和期にはサーカスやチンドン屋などが客の呼び込みで演奏する曲として全国に広まった。同曲は長崎県立佐世保北高等学校と長崎県立佐世保南高等学校の前身の1つである私立佐世保女学校（佐世保市立成徳高等女学校）で田中が音楽指導する際に、教材として作曲したものと伝えられている。『美しき天然』の歌碑が佐世保市の烏帽子岳に、田中穂積の銅像が佐世保市の展海峰に建立されており、佐世保市民の愛唱歌として親しまれている。

## その他の作品
- 如何に狂風
- 軍人勅諭
- 黄海海戦
- 勇敢なる水兵

## 参考資料
- アジア歴史資料センターレファレンスコードA10110571800、12頁以下
- 創立百周年記念「成徳」（2002年（平成14年）9月30日発行, 佐世保市立成徳高等女学校同窓会）